# Gyászgondola
Gyászgondola (La lugubre gondola) címmel Liszt Ferenc két darabot írt, mindkettő Richard Wagner halálához kapcsolódik. Az elsőt 1882-ben komponálta Velencében, a másodikat 1885-ben. Az 1. Gyászgondola 1927-ben, a 2. Gyászgondola 1886-ban jelent meg nyomtatásban. Műjegyzékszámuk S.200/1 és S.200/2.

## A művek születése
Liszt 1882. november 19-én utazott Velencébe, hogy meglátogassa jóbarátját és vejét, Richard Wagnert és feleségét, Cosimát, Liszt lányát, a Palazzo Vendraminban lévő otthonukban. Liszt fenntartás nélkül elismerte Wagner korszakos tehetségét, zenei zsenialitását, és rengeteget segített neki művei elismertetésében, ugyanakkor jótékonyan eltekintett emberi gyengeségei fölött. Kapcsolatuk csak akkor romlott meg, amikor Wagner az 1860-as évek közepén „elszerette” Cosimát akkori férjétől, Hans von Bülowtól, aki azonkívül, hogy Liszt veje, de szeretett tanítványa is volt. Liszt és Wagnerék kapcsolata csak 1872-ben rendeződött. Wagner viszonya már ellentmondásosabb volt Liszttel kapcsolatban: korábban szerette Liszt műveit, később azonban hol hálával emlegette, holt féltékenykedett rá, máskor kifejezetten idegesítette, zavarta Liszt lénye, életmódja, katolicizmusa – és művei. „Liszt öregkori, modern, végsőkig lecsupaszított darabjait Wagner értetlen nyugtalansággal hallgatta, úgy látszik, lezárult életművén túlra a zseni sem láthatott…” – állapította meg ezzel kapcsolatban Czigány György. A látogatás alatt Cosima is megemlékezett naplójában Wagner elítélő véleményéről (egyetértve vele): „… Richard apám legújabb műveiről beszél. Teljesen értelmetleneknek találja őket, s ezt behatóan és élesen fejti ki. Megkérem, beszéljen erről apámmal, s vezesse vissza a tévutakról. Nem hiszem azonban, hogy ezt megteszi. Szomorúan térek nyugovóra, de nem hagy nyugodni egy levél gondolata, amelyet Richard akar írni apámnak.”
Lisztet – látván Wagner rossz egészségi állapotát – balsejtelem gyötörte, és rossz érzései közepette írta meg  – hat héttel Wagner halála előtt –  első Gyászgondola című zongoradarabját. „Mély gyászt viselek a szívemen, itt-ott hangokban kell kitörnie” - írta a Gyászgondolák keletkezésének magyarázatául. Ő maga 1883. január 7-én (Wagner ekkor még élt) Olga von Meyendorffnak, kedves barátnőjének címzett levelében így írt a kompozíciós munkáról: „… az utóbbi két hétben egyebet sem tettem, csak zenét írtam. Agyamban egy gyászgondola evezőlapátjának mozgása lüktet. Megpróbáltam leírni ezt, és kétszer újra kellett fogalmaznom, amiről aztán újabb gyászos dolgok jutottak eszembe, és akartam, nem akartam, folytatni kellett a kottapapír összefirkálását, minden egyebet félretéve.”
A második Gyászgondola már Wagner halála után készült, de mindkettő rendkívül expresszív, az emberi szomorúságról őszintén valló darab. „Mint siratók, gyászdarabok, teljességgel beleilleszkednek legkésőbbi kompozícióinak sorába. Amiben talán eltérnek tőlük, s egymással összeköti őket: a személyes fájdalom” – írja Hamburger Klára.
Újabb kutatások módosíthatják a két Gyászgondola keletkezésének időpontját, amiről Kaczmarczyk Adrienne számolt be. Korábbi vélemények szerint az első Gyászgondolát a második előzményének vélték. Azonban a zongoraműnek nemrégiben előkerült két, 1882 decemberéből származó és 1883. január 11-i keltezésű változata, amelyek azonban a II. Gyászgondola fogalmazványai (ezeket Ugo Bassani velencei zeneszerzőnek ajánlotta). A korábbinak tartott I. Gyászgondola kéziratán semmiféle keltezés nincs, de valójában a velencei fogalmazványok után, tehát tulajdonképpen a II. Gyászgondola megírása után keletkezhetett, mert zenei alapja az első velencei verzióban még meglévő, de a másodikból már kihagyott zenei anyag. Ebből pedig az következik, hogy az 1882 decemberi legelső (tehát a II. Gyászgondola) első megfogalmazása, mindkét zongoramű közös ősének tekinthető.
Liszt Wagner halála kapcsán a két Gyászgondolán kívül másik két darabot is írt, R. W. Venezia (S.201) és Richard Wagner sírjánál (S.202) címekkel. Mindkettőt 1883 márciusában komponálta.

## A zene
A két darab tulajdonképpen akár egymás variánsaként értelmezhető, de közös stílusjegyeik alapján is rokonságot lehet felfedezni közöttük: egy jellegzetes közös motívumuk van. Erről maga Liszt is írt, igaz egy másik, szintén Wagner halála kapcsán született műve (Richard Wagner sírjánál) címlapján: „Wagner egyszer figyelmeztetett, hogy Parsifal-motívuma hasonlít korábban írott Excelsioromhoz (A Strassburgi harangok bevezetése). Maradjon hát fenn ezennel ez az emlék. Ő véghez vitte korunkban a nagyot és fenségeset.” Ez a motívum az úrvacsora-téma, az Abendmahl-motívum, amely eredeti alakjában do-mi-szó-lá, ugyanolyan, mint Liszt idézett művénél a szó-ti-re-mi. Liszt ezt a képletet fájdalmasabbá téve módosította, bővített hármassá és egy valamely hangjához simuló kisszekunddá alakította.
A tradicionálisan 1. Gyászgondolának nevezett mű mindjárt a fent taglalt „kulcsmotívummal” indul, mégpedig az e–asz–c–desz hangok formájában, mint gondolaszerűen ringó, 6/8-os baszszus-ostinato. E fölött egy dallamos rész hangzik fel, ami a csúcspont után fájdalmas hangokkal zárul, hogy aztán az egész részt valamivel lejjebb megismételje. A második részben a lüktető ostinato eltűnik, helyette a canto feldolgozásai, majd eredetije szólalnak meg, többször ráismerhetünk a „kulcsmotívum”-ra, majd alig hallhatóvá elhalkulva ér véget a mű.
A 2. Gyászgondola  ötrészes, híd formába szerkesztett darab (A, B, C, B variáns, A variáns). Itt is megismétlődik a canto, ezúttal kisszekunddal mélyebben, és itt is jelen van a nevezetes „kulcsmotívum”, e–asz–c–desz, illetve disz–g–h–c alakban, a basszusban. Ezek a hangok a darab végén – módosulva – visszatérnek. Az első szakasz jórészt egyszólamú zene, amit a B részben a canto követ. A középső, C szakaszban a bal kéz nyolcadmozgásos akkordjai fölött váltakozó hangulatú akkordok szólnak. A B variáns után a művet indító A szakasz változata következik, majd az egyszólamú „kulcsmotívummal” ér véget darab. Ennek a műnek készült egy hegedűre (vagy csellóra) és zongorára írt változata is.